# 北村まりこ
北村 まりこ（きたむら まりこ、1992年4月2日 - ）は、日本のタレント。神奈川県出身。かつての所属事務所はスペースクラフト・エンタテインメント。現在はOVERTONE所属。

## 略歴・人物
弁護士の北村晴男の次女で、兄はプロゴルファーの北村晃一。洗足学園高等学校音楽科、洗足学園音楽大学音楽学部音楽学科声楽コース卒業。高校では生徒会長を務めた。
幼少期から歌が好きで、小学校6年生でミュージカルスクールへ通い始める。芸能界に興味をもち、親に無断でモーニング娘。のオーディションを受け、落選。父・晴男からは「お前、数千人規模の審査に本気で受かる気だったのか！」と言われた。ミュージカル女優を目指して父の名前は一切出さずにプロダクションのオーディションを受けていたが合格にはつながらず、父の知り合いを頼って2013年5月にスペースクラフト・エンタテインメントと契約した。同年8月27日放送の『踊る!さんま御殿!!』（日本テレビ）で初めてテレビに出演し、9月22日放送の『行列のできる法律相談所』（日本テレビ）で父の晴男と親子共演した。同年11月25日発売の『週刊ポスト』でグラビア写真が掲載された。「実際の自分は宣材写真とのイメージが違うらしい」と語る。
3オクターヴで声を出せる、ミュージカル女優としての目標は「帝国劇場の舞台に立つこと」、中村昌也が好みの男性で、アニメを好む。

## 出演

### テレビ
- 踊る!さんま御殿!!（日本テレビ）- 2013年8月27日、2013年12月17日（3時間スペシャル）
- 行列のできる法律相談所（日本テレビ）- 2013年9月22日、2013年11月3日
- 有吉反省会（日本テレビ）- 2013年9月28日（スペシャル）、2013年9月29日
- 森田一義アワー 笑っていいとも!（フジテレビ）- 2013年10月18日「クイズ!たくさんいれば答えられるかな?」コーナー出演
- 今、この顔がスゴい!（TBSテレビ）- 2013年10月24日
- ネプリーグ（フジテレビ）- 2013年11月18日
- クイズ・ソモサン・セッパ!（フジテレビ）- 2013年11月22日・2014年2月21日・2014年2月28日
- 有吉ゼミ（日本テレビ）- 2013年11月25日
- 今年スゴかった人 全員集合テレビ2013（テレビ朝日）
- ドQメント・ホーム（日本テレビ）- 2014年1月1日
- 情報ライブ ミヤネ屋（読売テレビ・日本テレビ系）- 2014年1月28日
- メレンゲの気持ち（日本テレビ）- 2014年2月1日
- サンバリュ『つい間違える!?常識の迷宮クイズ 超問1行』（日本テレビ）- 2014年2月2日
- さんまのSUPERからくりTV（TBSテレビ）- 2014年3月23日OA
- 伝えてピカッチ（NHK） - 不定期出演

### 舞台
- TAAC公演「かわりのない」（新宿シアタートップス） - 2024年2月7日 - 12日[7]
- 柿喰う客 FULL CONTACT「愉快犯」（シアター711） - 2024年8月8日 - 18日[8]
- 柿喰う客 新作本公演2025「超音波」（かなっくホール・下北沢ザ・スズナリ）2025年9月12日 - 28日〈予定〉[9]